# Tsuba

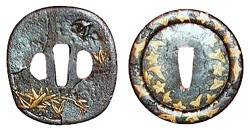
Japanische Tsuba

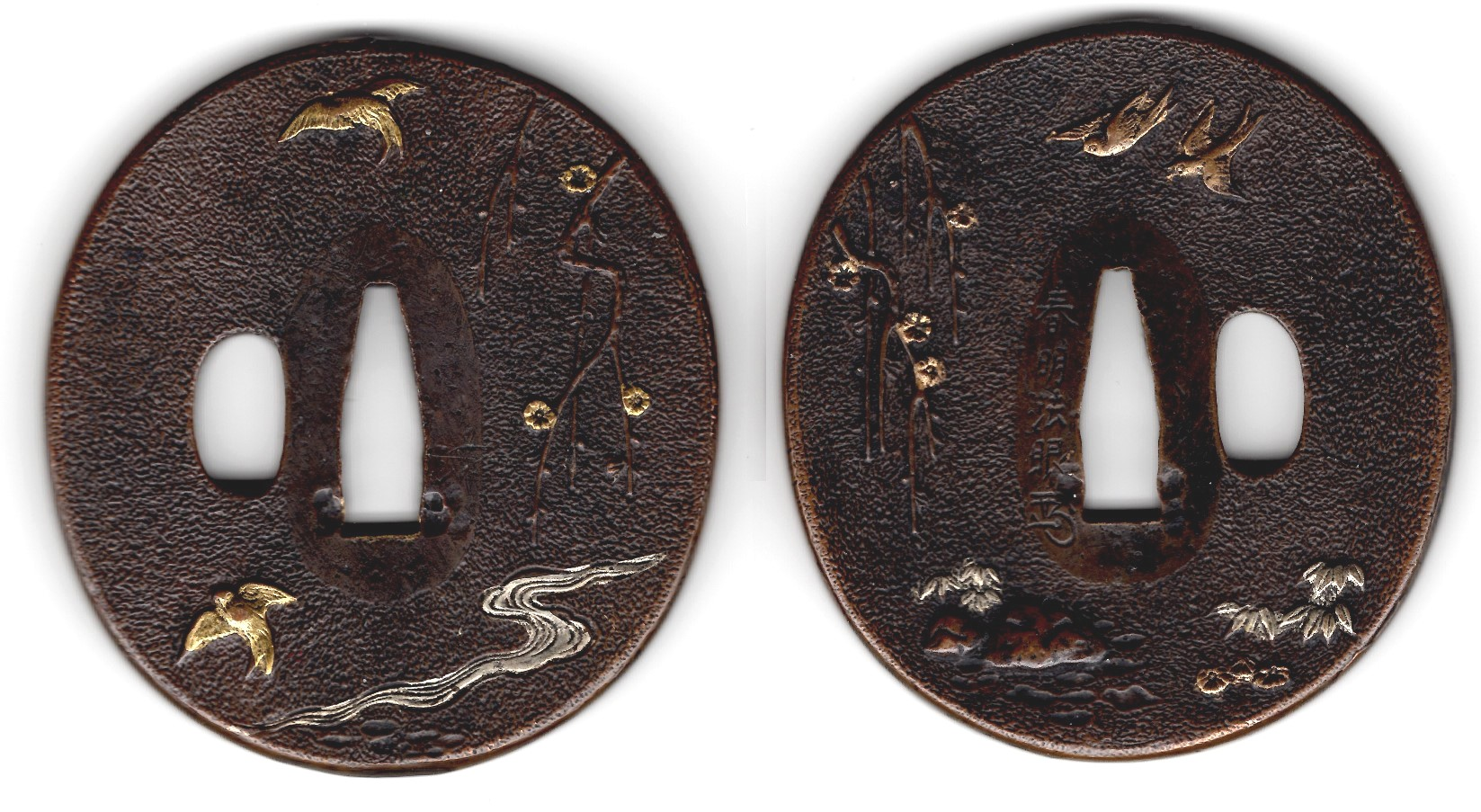
Tsuba, Vorderseite und Rückseite

Das Tsuba (japanisch 鍔) ist das Stichblatt der traditionellen japanischen Schwerter.

## Übersicht
Tsuba ist ein Teil des Koshirae (Montur) von Katana (Langschwert), Wakizashi (Kurzschwert), Tachi (ältere Form des Langschwerts) oder Tantō (Kampfmesser), wobei es sich manchmal um reich verzierte Platten handelt, die aus Metallen wie Eisen, Kupfer oder Kupferlegierungen (Sentoku, Shibuichi, Shakudō usw.) bestehen. Selten kamen auch andere Materialien wie Leder zum Einsatz. Die Form ist oft rund bis oval; ebenso beliebt war die „Vierpass“-Form (Mokko), aber auch viereckige bis achteckige oder unregelmäßig geformte Tsuba kommen vor.
Die ältesten existierenden Tsuba stammen aus der Nara-Zeit (710–794). Charakteristisch wurden sie in der Kamakura-Zeit (1185–1333) und Muromachi-Zeit (1333–1568), aber in Bezug auf Menge und Fertigungsart erreichten sie ihren Höhepunkt vom 17. bis zum 19. Jahrhundert. Die ursprüngliche Kunst ging verloren mit der Anordnung der neuen Regierung nach der Meiji-Restauration um 1870, als das Herstellen oder Tragen von Schwertern verboten wurde. Als Kunstobjekte werden Tsuba bis in die Gegenwart hergestellt.
Das Tsuba sitzt zwischen Handgriff (Tsuka) und Klinge und bietet – wie bei europäischen Blankwaffen früherer Epochen – als Parierscheibe einen Schutz vor Stichen und Hieben des Gegners auf die Hände.
Die kunstvollen Verzierungen bestehen beispielsweise aus Schriftzeichen, Landschaftsdarstellungen, Tier- oder Pflanzenmotiven, Darstellungen mythologischer Fabelwesen oder aus Ornamenten, mitunter mit Einlegearbeiten, Auflötungen oder Tauschierungen aus Gold, Silber oder speziellen Kupferlegierungen. Vor allem ältere Tsuba zeigen negative oder positive Durchbrechungen. Die Platten sind mit Aussparungen versehen; durch die längliche in der Mitte wird die Angel des Schwerts geführt, die oft vorhandenen kleineren dienen der Aufnahme des Beimessers (Kogatana/Kozuka) und der Schwertnadel (Kōgai), selten anderer Utensilien wie Essstäbchen, Haarnadeln oder Kämmen.
In der schlichten Shirasaya-Montierung, die lediglich der Aufbewahrung der Klinge dient, wird kein Tsuba verwendet.
In Friedenszeiten entwickelte sich die Tsuba-Herstellung zu einer eigenen Kunstgattung. Die wertvolle Ausgestaltung diente der Repräsentation, der Gebrauchsnutzen trat in den Hintergrund.
In der Zeit bis 1600 waren Tsuba, nicht nur bei Tachi, aus Eisen gefertigt, um in der Schlacht ihren Sinn zu erfüllen. Erst später wurden Weichmetalle wie Kupfer, Bronze oder Shakudō eingesetzt.
In heutigen Budo-Sportarten werden Übungsschwerter (Bokken, Shinai) mit Tsuba aus Kunststoff oder Leder versehen.
Nach der runden Form des Tsuba ist die japanische Süßigkeit Kintsuba benannt.